# نیروگاه

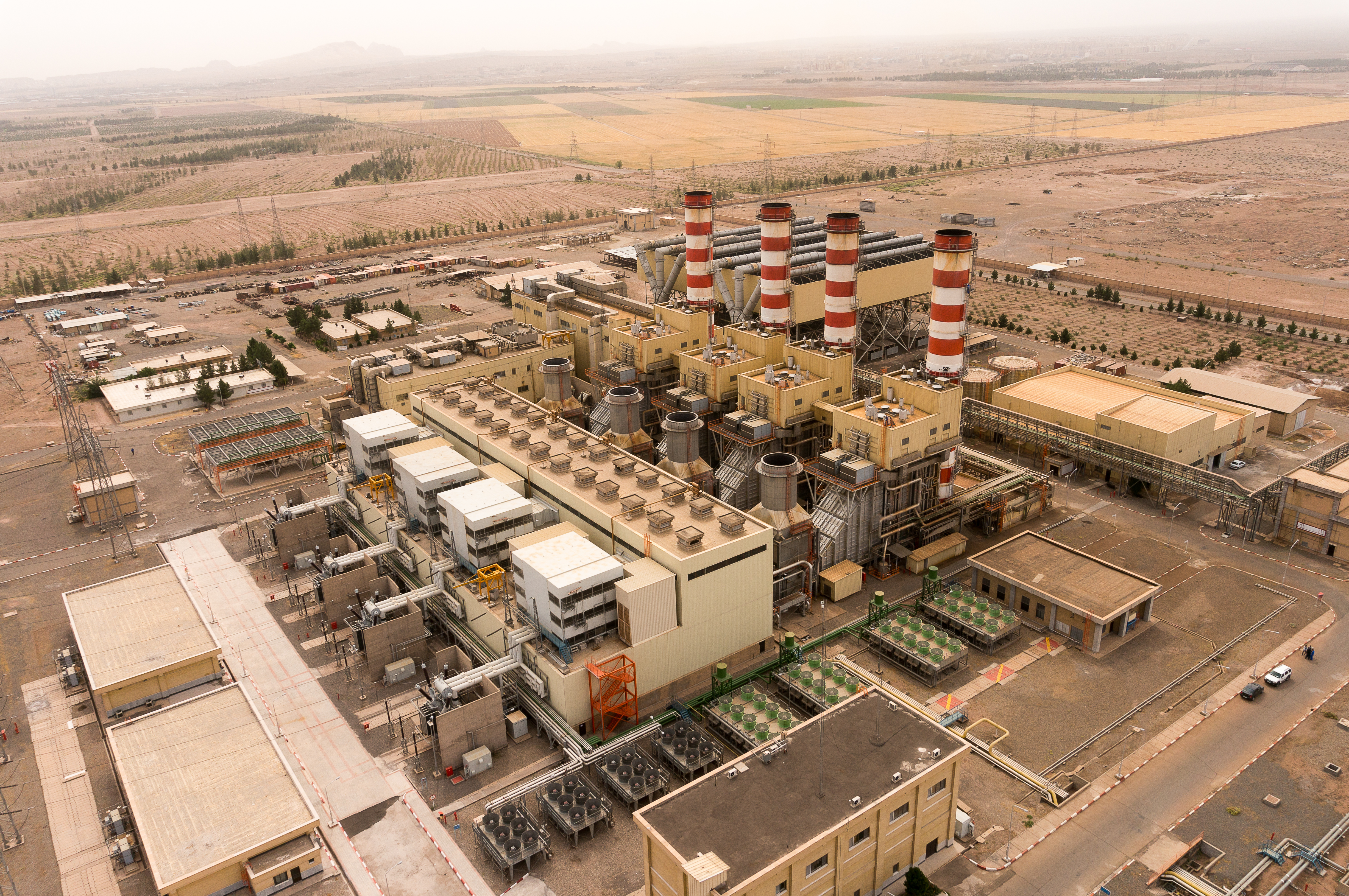
یک نیروگاه سیکل ترکیبی در استان قم

نیروگاه (به انگلیسی: Power station)، که با نام‌های «کارخانه برق» یا «مرکز برق» نیز شناخته می‌شود، یک تأسیسات صنعتی برای تولید برق است. نیروگاه‌ها معمولاً به یک شبکه برق متصل می‌شوند.
بسیاری از نیروگاه‌ها دارای یک یا چند مولد یا ژنراتور هستند؛ یک ماشین دوار که توان مکانیکی را به برق سه‌فاز تبدیل می‌کند. حرکت نسبی بین یک میدان مغناطیسی و یک رسانا جریان الکتریکی ایجاد می‌کند.
منبع انرژی استفاده شده برای چرخاندن ژنراتور انواع متفاوتی دارد. بیشتر نیروگاه‌ها در جهان سوخت‌های فسیلی مانند زغال‌سنگ، نفت و گاز طبیعی را برای تولید برق می‌سوزانند. منابع انرژی کم‌کربن شامل انرژی هسته‌ای و استفاده روزافزون از انرژی‌های تجدیدپذیر مانند خورشیدی، باد، زمین گرمایی و برق آبی است.

## تاریخچه
در اوایل سال ۱۸۷۱، مخترع بلژیکی زنوب گرام ژنراتوری را اختراع کرد که به اندازه کافی قدرتمند بود تا بتواند برق را در مقیاس تجاری برای صنعت تولید کند.
در سال ۱۸۷۸، یک نیروگاه برق آبی توسط ویلیام جورج آرمسترانگ در کرگساید، انگلستان طراحی و ساخته شد. از آب دریاچه‌های موجود در املاک او برای تأمین انرژی دینام‌های زیمنس استفاده می‌شد. برق تولید شده برای روشن کردن چراغ‌ها، گرمایش، تولید آب گرم، راه اندازی آسانسور و همچنین دستگاه‌های مورد استفاده در کار و ساختمان‌های مزرعه استفاده می‌شد.
در ژانویه سال ۱۸۸۲ اولین نیروگاه برق عمومی زغال سنگی در جهان، با نام ادیسون ایلکتریک لایت استیشن (Edison Electric Light Station)، در لندن ساخته شد، پروژه‌ای از توماس ادیسون که توسط ادوارد جانسون سازماندهی شد. دیگ بخار Babcock & Wilcox به یک موتور بخار ۹۳ کیلووات (۱۲۵ اسب بخار) نیرو می‌داد که یک ژنراتور ۲۷ تنی را به چرخش درمی‌آورد.
در سپتامبر ۱۸۸۲ در نیویورک، پست خیابان پرل توسط ادیسون برای تأمین روشنایی در منطقه پایین جزیره منهتن تأسیس شد. این ایستگاه تا زمانی که در سال ۱۸۹۰ در اثر آتش‌سوزی نابود شد، کار می‌کرد. این ایستگاه از موتورهای بخار رفت و برگشتی برای چرخاندن ژنراتورهای جریان مستقیم استفاده می‌کرد. به دلیل توزیع برق جریان مستقیم، منطقه خدمات‌دهی کوچک بود و با افت ولتاژ در فیدرها محدود شد. در سال ۱۸۸۶ جورج وستینگهاوس شروع به ساخت یک سیستم جریان متناوب کرد که از یک ترانسفورماتور برای افزایش ولتاژ برای انتقال در مسافت‌های طولانی استفاده می‌کرد و سپس آن را برای روشنایی داخلی کاهش داد؛ یک سیستم کارآمدتر و کم هزینه‌تر که شبیه به سیستم‌های مدرن است. جنگ جریان‌ها در نهایت به نفع توزیع و استفاده از جریان متناوب پایان یافت.

## نیروگاه‌های حرارتی

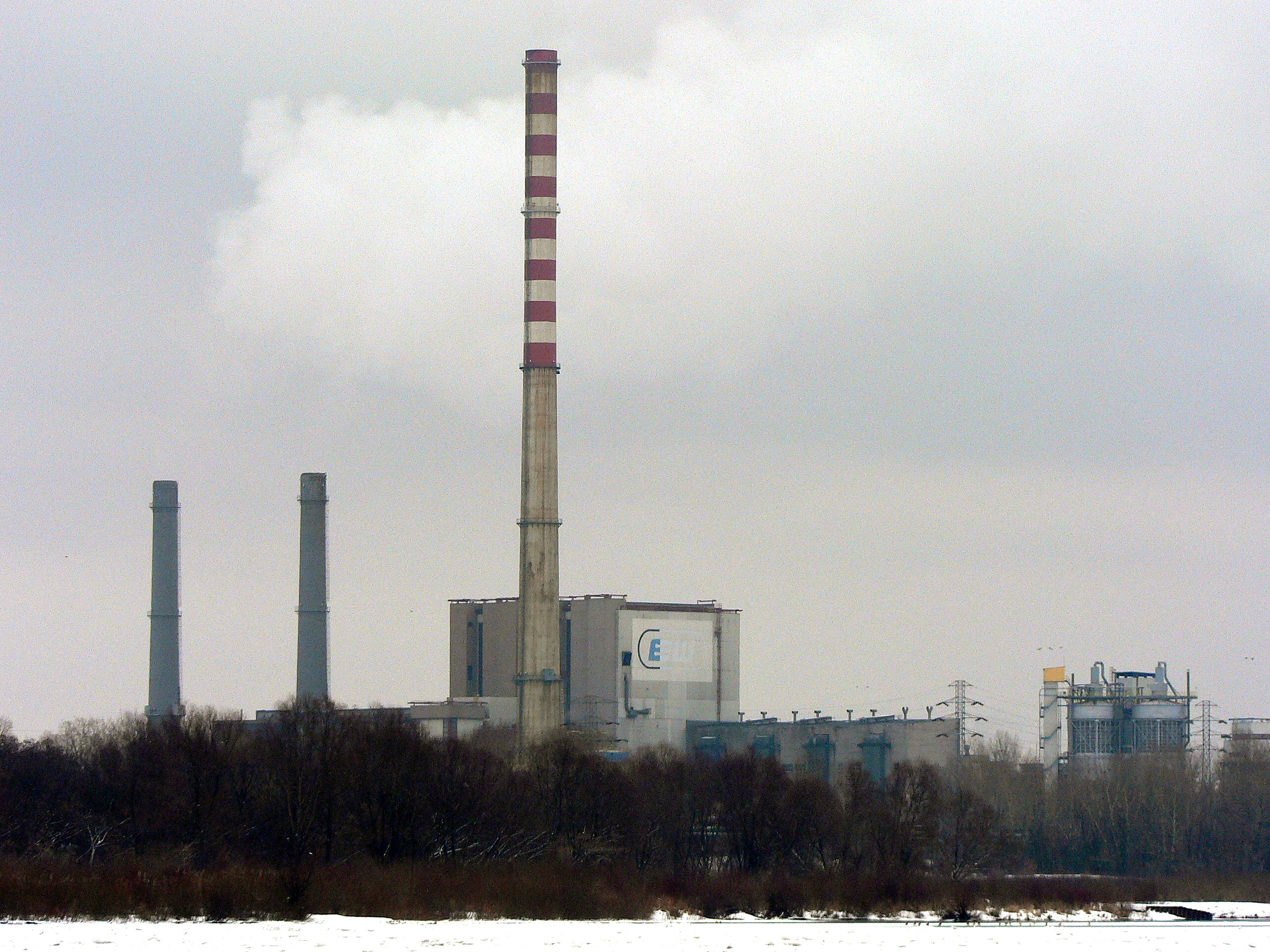
یک نیروگاه سیکل ترکیبی در ورشو، لهستان

در یک نیروگاه گرمایی انرژی مکانیکی مورد نیاز برای به حرکت درآوردن مولدها به وسیله گرمایی که معمولاً از سوختن سوخت‌ها به وجود می‌آید، تأمین می‌شود. بیشتر نیروگاه‌های گرمایی (در حدود ۸۶ درصد آنها) از بخار برای انتقال حرارت و ایجاد انرژی مکانیکی استفاده می‌کنند و به همین دلیل این نیروگاه‌ها را نیروگاه‌های بخاری نیز می‌نامند. بر طبق قانون دوم ترمودینامیک هرگز نمی‌توان تمامی انرژی گرمایی را به انرژی مکانیکی تبدیل کرد؛ بنابراین، همیشه مقداری از گرمای اضافی در محیط آزاد می‌شود، حال اگر از این گرما برای انجام فرایندهای صنعتی یا گرمایش ناحیه‌ای استفاده کنیم می‌توانیم بازدهی استفاده از انرژی را بالا ببریم، این روش که در برخی تأسیسات گرمایی مورد استفاده قرار می‌گیرد، سیستم ترکیبی گرما و نیرو یا CHP نام دارد. یکی از کاربردهای این روش که بیشتر در خاورمیانه مورد استفاده قرار می‌گیرد استفاده از انرژی گرمایی اضافی برای نمک‌زدایی آب است. در نمک‌زدایی آب دریا نیاز به حجم زیاد بخار با فشارکم می‌باشد که از چرخه ترکیبی بدون مشعل باید استفاده کرد.

### طبقه‌بندی
طبقه‌بندی نیروگاه‌ها براساس نوع سوخت مصرفی و عامل محرک به صورت زیر است.

#### طبقه‌بندی از نظر نوع منبع انرژی
- نیروگاه هسته‌ای که از یک راکتور هسته‌ای برای تولید گرما و چرخاندن توربین‌های بخار استفاده می‌کند.
- نیروگاه سوخت فسیلی که انرژی گرمایی مورد نیاز را از سوزاندن سوخت‌های فسیلی مانند نفت، گاز طبیعی یا زغال‌سنگ تأمین می‌کند.
- نیروگاه‌هایی که از منابع انرژی‌های تجدید پذیر استفاده می‌کنند و انرژی مورد نیاز خود را از انرژی بادی، انرژی خورشیدی، انرژی جزر و مد دریا، انرژی گرمایی موجود در آب‌های اعماق زمین، و زیست‌توده (سوزاندن ضایعات مزارع نیشکر، زباله‌های شهری، زیست‌گازها و دیگر منابع این چنینی) تأمین می‌کند.
- نیروگاه آبی (هیدروالکتریک) که انرژی پتانسیل گرانشی آب، توربین را به حرکت درمی‌آورد البته می‌توان آن را جزء منابع انرژیهای تجدیدپذیر هم قرار داد.

#### طبقه‌بندی از نظر نوع عامل محرک
- توربین بخار: در این دستگاه‌ها از فشار دینامیکی بخار برای چرخاندن پره‌های دستگاه استفاده می‌شود. تقریباً همه توربین‌های بزرگ غیر آبی از این نوع هستند.
- توربین گازی: در این دستگاه‌ها از گاز به عنوان عامل محرک استفاده می‌شود. به عبارت دیگر این توربین‌ها از فشار گازهای ناشی از سوختن سوخت‌ها برای به حرکت درآمدن استفاده می‌کنند. مزیت این توربین‌ها در قابلیت راه‌اندازی سریع آنهاست و از این رو برای جبران مصرف بالا در ساعات اوج مصرف از آن‌ها استفاده می‌شود اما با این حال هزینه‌های مربوط به این توربین‌ها بالاست و بنابراین استفاده از آن‌ها محدود است.
- چرخه مرکب: در این چرخه از ترکیبی از توربین‌های گازی و بخار استفاده می‌شود به این ترتیب که با سوختن سوخت از گازهای ایجاد شده برای به حرکت درآوردن توربین‌های گازی و از گرمای تولیدی از سوختن برای بخار کردن آب و به حرکت درآوردن توربین‌های بخار استفاده می‌شود. استفاده از این روش به علت بازده بالای آن به سرعت در حال افزایش است.
- موتور درون‌سوز: به‌طور کلی از این موتورها برای تولید انرژی الکتریکی در مقیاس‌های کوچک استفاده می‌شود. کاربرد این موتورها تنها به مناطق دورافتاده و سامانه‌های پشتیبانی مورد استفاده در بیمارستان‌ها، ساختمان‌های اداری و مراکز حساس محدود می‌شود. سوخت مورد استفاده در این موتورها را گازوئیل، نفت سنگین، گاز طبیعی و زیست‌گاز تشکیل می‌دهد.

### خنک‌کنندگی
به دلیل محدودیت‌های موجود در اصول گرماپویشی (ترمودینامیک) هر نیروگاه گرمایی مقداری انرژی را به صورت انرژی اتلافی از دست می‌دهد. در نیروگاه‌های هسته‌ای یا برخی نیروگاه‌های گرمایی بزرگ از لوله‌های بسیار بزرگ هذلولی شکل برای آزاد کردن حرارت یا بخار آب در جو استفاده می‌شود. در پالایشگاه‌ها، صنایع نفتی و برخی از نیروگاه‌های گرمایی بزرگ از یک سامانهٔ خنک‌کنندگی با فشار هوا استفاده می‌شود. در این نوع سامانه با استفاده از گردش هوای مصنوعی که به وسیله یک بادزن ایجاد می‌شود، گرمای تولیدی از یک فرایند به آب منتقل می‌شود. در این روش به برج‌های خنک‌کننده بلند و هذلولی شکل نیاز نخواهد بود و سیستم خنک‌کننده بیشتر شبیه یک اتاقک مستطیل شکل است.

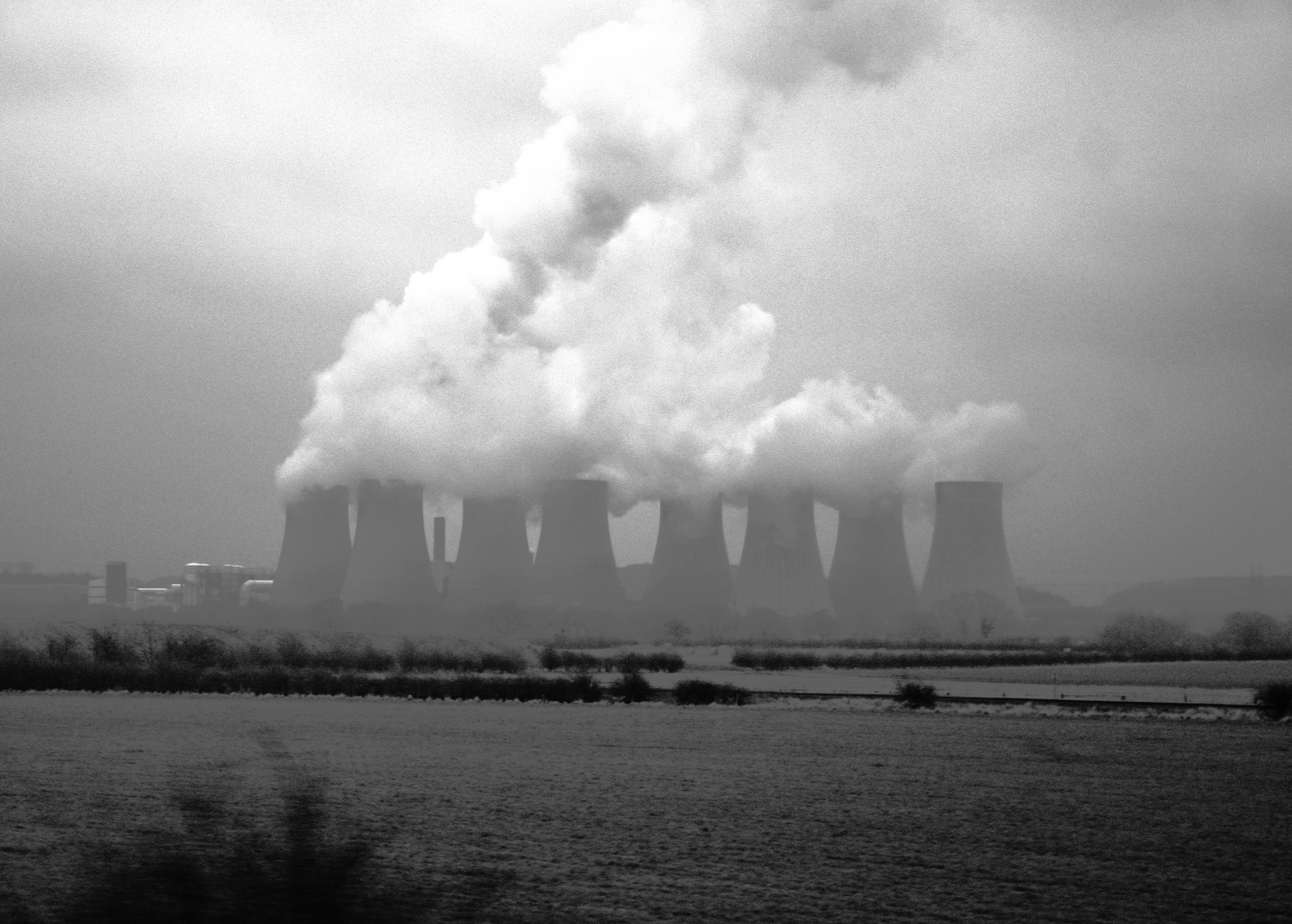
برج‌های خنک‌کننده از نوع تر یک نیروگاه در انگلستان در حال خارج کردن بخار آب

در بیابان‌ها و مناطق خشک نیاز به یک رادیاتور یا برج خنک‌کننده خشک خیلی ضروری‌تر است چرا که هزینه فراهم آوردن آب برای یک سامانهٔ خنک‌کنندگی با تبخیر آب بسیار بالا خواهد بود. استفاده از روش‌های خنک‌کنندگی خشک در مقایسه با روش‌های خنک‌کنندگی با تبخیر آب دارای بازده پایین‌تر و نیاز به مصرف انرژی بیشتر در فن‌هاست.
در مواردی که از نظر اقتصادی و محیط زیست مانعی وجود نداشته باشد، استفاده از آب دریا، دریاچه، رودخانه و در صورت امکان حوضچه‌های مصنوعی می‌توان مفیدتر باشد چرا که با این کار نیازی به ساخت برج‌های خنک‌کننده یا پمپ کردن آب تا تبادل‌گرهای گرمایی نخواهد بود. البته باید به این نکته هم توجه داشت که آب بازگشتی از این فرایند می‌تواند موجب ایجاد آلودگی گرمایی گردد.

## منابع انرژی تجدیدپذیر

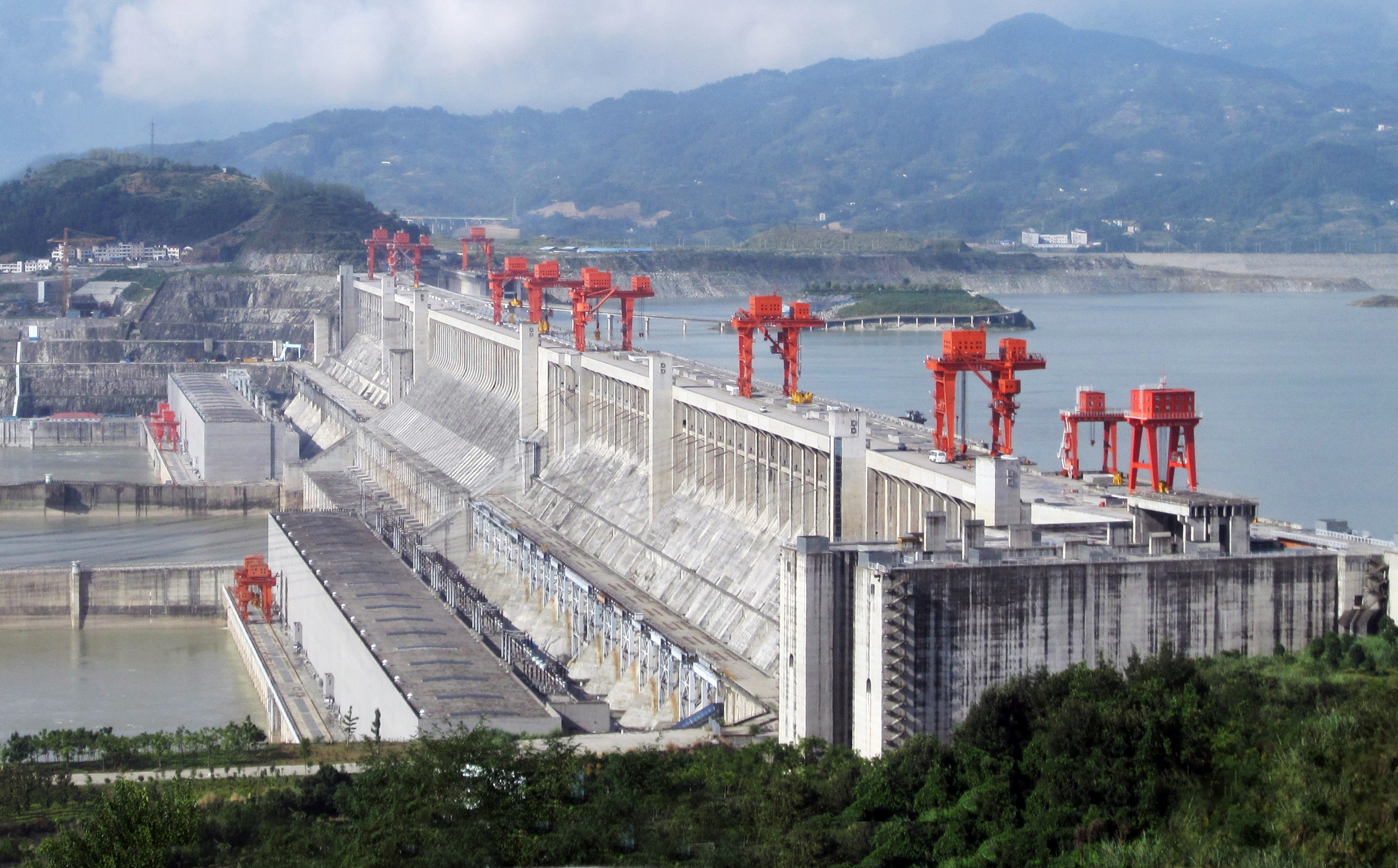
سد سه‌دره چین

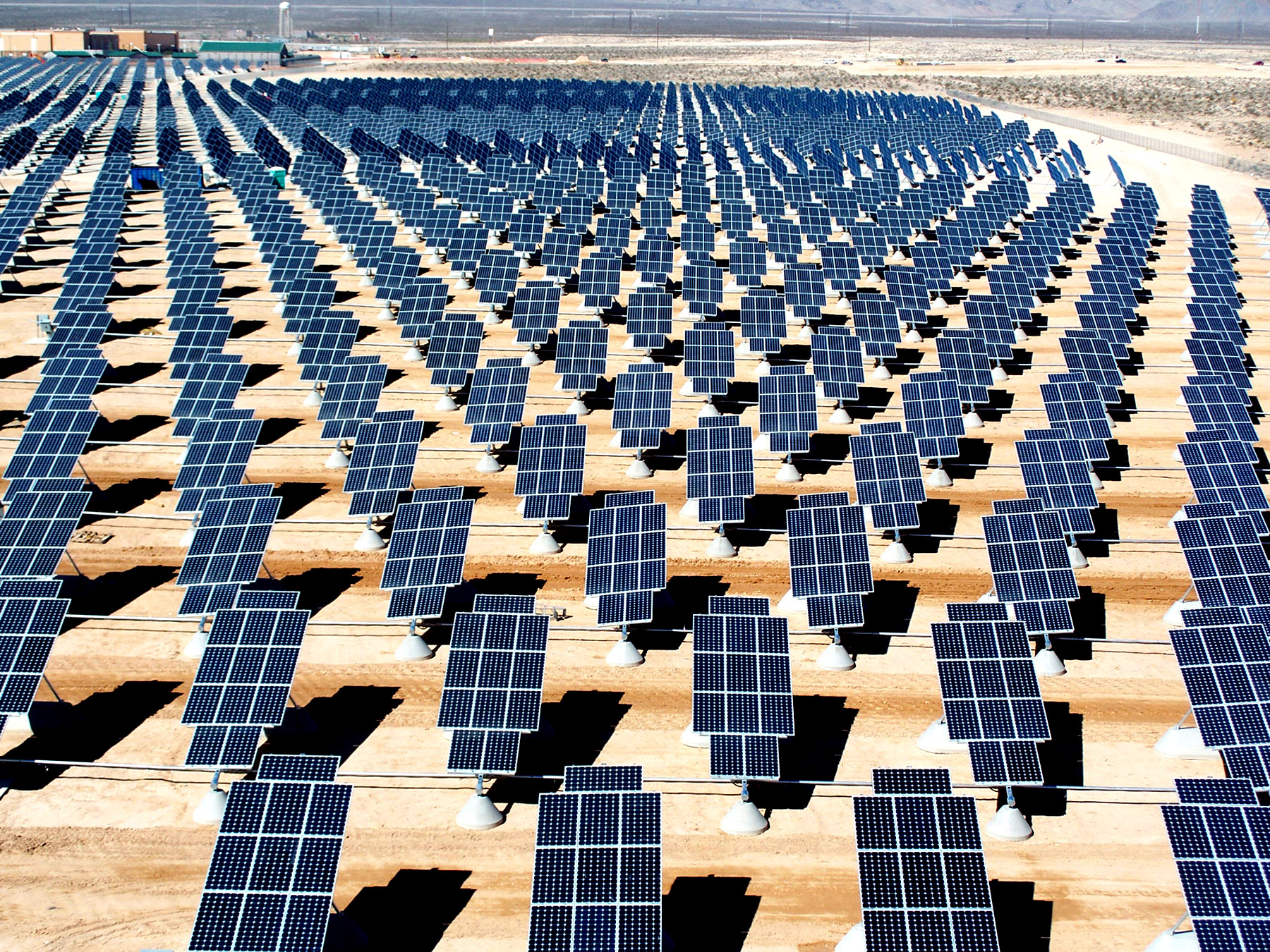
نیروگاه خورشیدی نلیس آمریکا

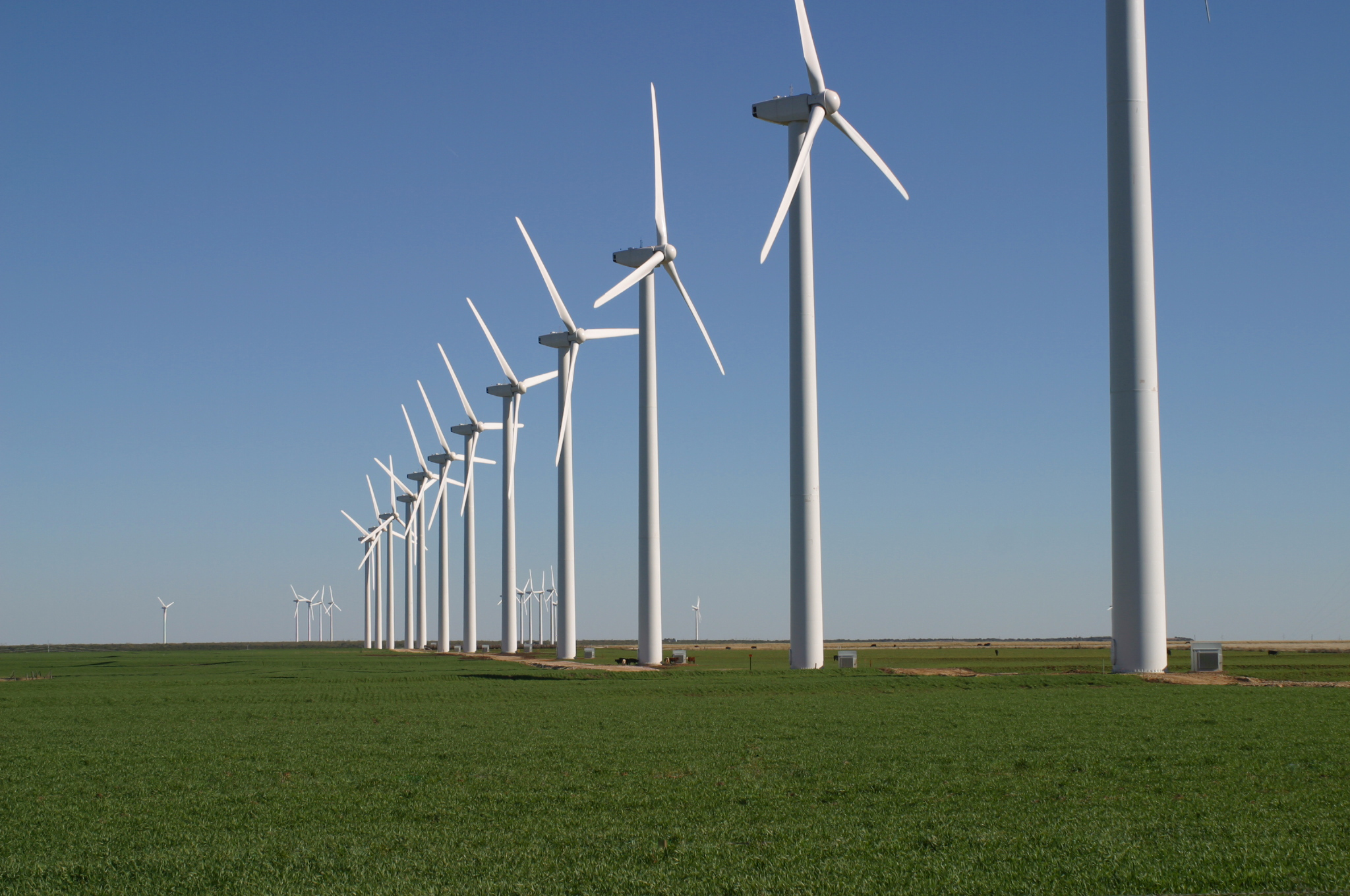
توربین بادی آمریکا

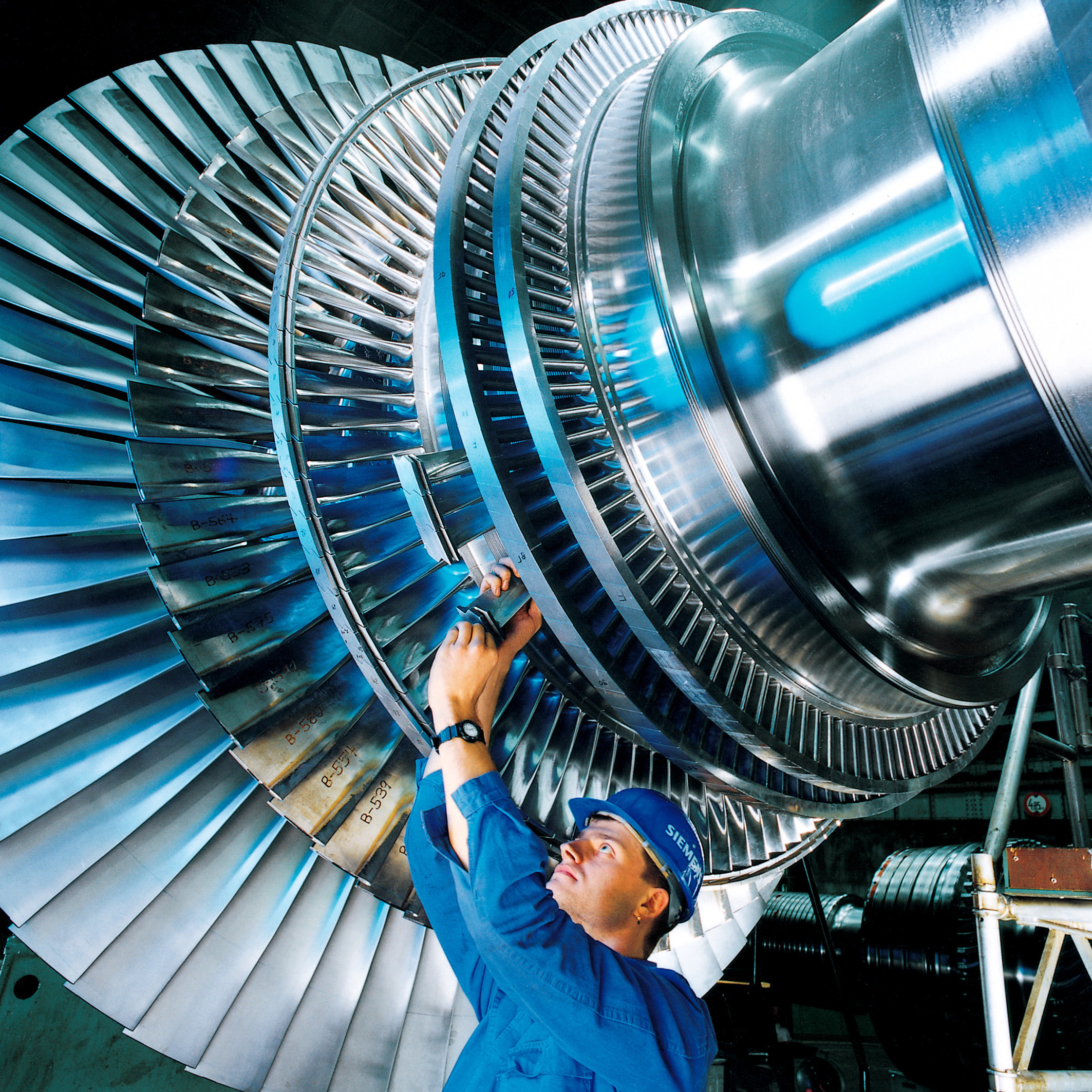
روتور یک توربین بخار پیشرفته

### زیست‌سوخت

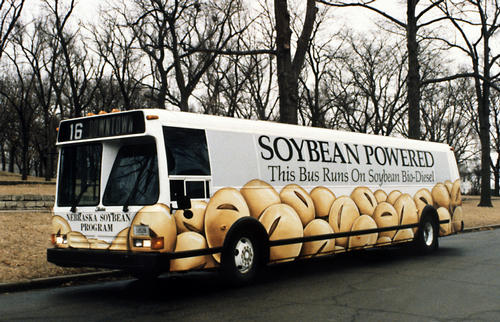
اتوبوس بکاربرنده زیست‌دیزل